# 생체전기 온저항 분석
생체전기 온저항 분석(Bioelectrical impedance analysis)은 신체의 온저항을 측정하여 체성분을 측정하는 방법이다.
생체 전기 온저항(임피던스) 분석법은 인체 구성 성분을 측정하는 기술 중 하나이다. 신체에 일정주파수의 전류를 통과시켜 내부 임피던스를 구하고, 이 임피던스와 다른 측정갑과의 관계로부터 체지방률을 측정하는 방법이다.
인체는 전기가 잘 통하는 수분으로 이루어져있다. 인체에 전류를 흘리면 수분량에 따라 저항(전기가 통과하는 정도)이 달라지는데, 이 원리를 통해 체수분을 측정한다.
체성분 분석 기기인 인바디에서 생체전기 온저항 분석법을 사용하고 있다.

## 같이 보기
- 체지방 비율